# Quintus Aurelius Symmachus

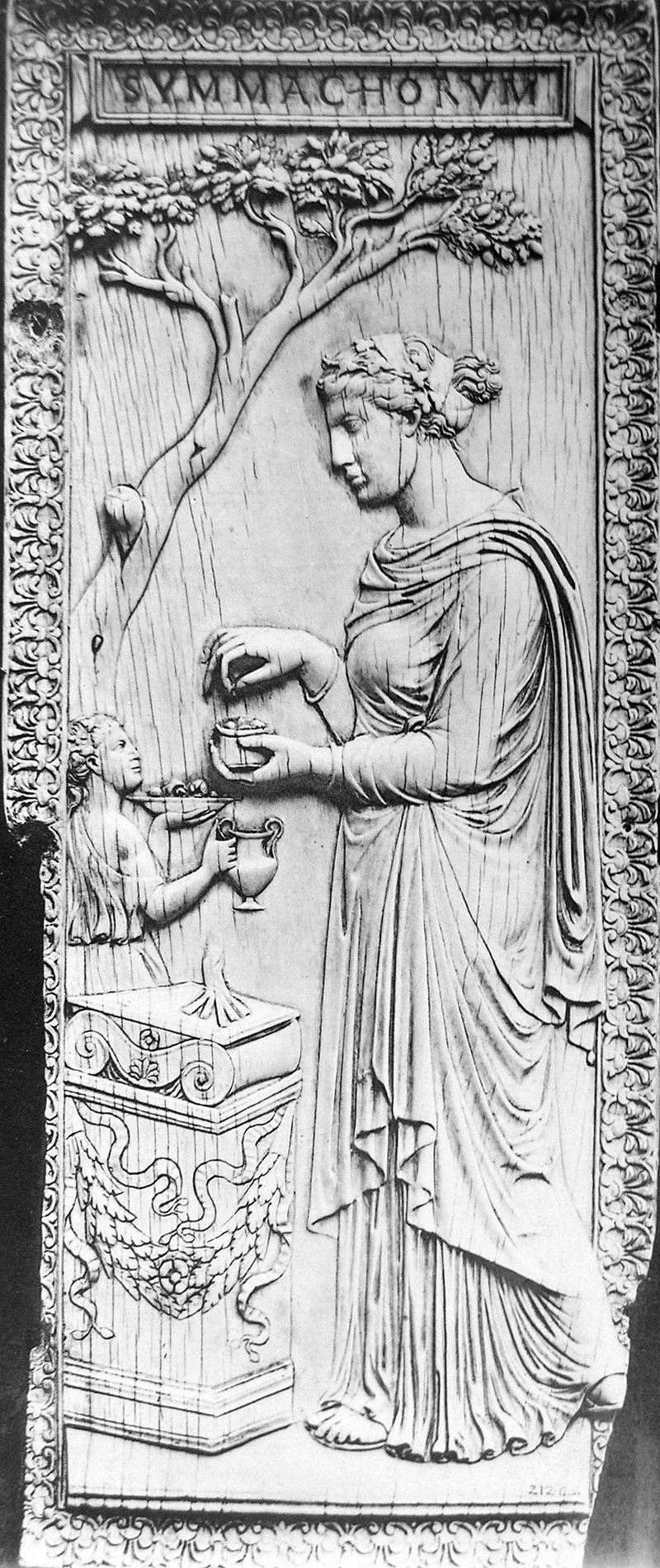
Deel van een ivoren diptiek met inscriptie "SYMMACHORUM". De vrouw stelt een priesteres van de god Bacchus voor. De eik en het altaar staan voor de cultus van Jupiter.

Quintus Aurelius Symmachus (345-405 na Chr.) was een laat-Romeins politicus, schrijver en intellectueel.
Symmachus behoorde tot de vóór-christelijke Romeinse adelstand. Hij bekleedde enkele bestuurlijke functies te Rome: in 384 was hij stadsprefect (praefectus urbi) en in 391 consul. Zijn bekendheid verwierf hij voornamelijk door zijn retorische gaven en door de vastberadenheid waarmee hij, tegen de tijdgeest in, de oud-Romeinse erediensten en waarden verdedigde tegen keizerlijke beslissingen.

## Familie
De familie van de Symmachi was onder keizer Constantijn de Grote tot de rang van senator opgeklommen. Symmachus' vader, Lucius Aurelius Avianius Symmachus was in het jaar 364-65 stadsprefect van Rome en aangewezen consul voor het het jaar 377. Hij stierf echter al eerder. Via hem was de familie van de Symmachi met die van Nicomachi verzwagerd, waartoe ook Virius Nicomachus Flavianus hoorde. Symmachus is ten laatste in het jaar 373 in het huwelijk getreden met Rusticiana.
Uit dit huwelijk werd een zoon, Quintus Fabius Memmius Symmachus, geboren. Deze werd in 401 pretor. Rond het jaar 393 trouwde Nicomachus Flavianus de jongere met een dochter van Symmachus. Bij deze gelegenheid werd een ivoren diptych vervaardigd. Een achterkleinzoon van Symmachus was Quintus Aurelius Memmius Symmachus, die rond 520 een verloren gegane "Romeinse geschiedenis" schreef. Hij was de schoonvader van de in de Middeleeuwen beroemde filosoof Boëthius. Tot dit met de Symmachi verzwagerde geslacht van de Anicii behoorde ook Paus Gregorius de Grote. De familie van Symmachus was zeer rijk, zo hadden zij aan onroerend goed de beschikking over drie stadshuizen in Rome, een in Capua, alsook 15 villa's in de voorsteden, waarvan drie in Rome.
Symmachus was verre familie van bisschop Ambrosius van Milaan.

## Leven

### Onder Valentinianus en Gratianus
Symmachus kreeg een gedegen opleiding in de Latijnse literatuur en retoriek. Hij bleek buitengewoon begaafd. Zijn eerste openbare ambt bekleedde Symmachus in het jaar 365. In 369 ontving hij een voor zijn leeftijd ongebruikelijke opdracht. Ter gelegenheid van het vijfjarig jubileum van de keizerlijke regering moest hij uit naam van de Romeinse senaat naar het hof van Valentinianus I in Trier reizen om daar een geldelijke bijdrage (aurum oblaticium) van de Senaat aan te bieden. Voor Valentinianus en zijn zoon, de nog zeer jonge medekeizer Gratianus, die nog nooit in Rome was geweest, en ook geen contact met de Senaat had opgenomen, hield Symmachus drie lofreden. Als beloning kreeg hij een ererang toegekend.
In Trier leerde Symmachus Ausonius kennen. Ausonius was afkomstig uit Burdigalia, het antieke Bordeaux. Ausonius was in Trier werkzaam als leraar in de retoriek. Hij is bekend van de Mosella, een gedicht over de rivier de Moezel. Onder de bewaard gebleven brieven van Symmachus zijn er meer dan dertig, die gericht zijn aan Ausonius. Uit deze brieven blijkt een vriendschappelijke relatie tussen beide heren. De brieven geven een goed inzicht hoe de leden van de Senaat in Rome contacten onderhielden met opkomende aristocraten in de provincie. Ausonius, die naar buiten toe een Christen was, droeg aan Symmachus zelfs een gedicht op, dat in de context van een drinkgelag, metrisch en thematisch varieert op het getal drie en dat met een vers wordt beëindigd, waar Ausonius een klein beetje de gek aansteekt met de heilige drievuldigheid: "Drie keer een drankje, het getal drie is het grootste, driemaal is hij een God!"
Ook gunstig voor zijn carrière was een andere toespraak, die Symmachus ter gelegenheid van het derde consulaat van Valentinianus in 370 uitsprak. Nadat hij nog in hetzelfde jaar in Rome was teruggekeerd, bekleedde hij in het jaar 373-74 het proconsulschap van Africa, de graanschuur van Rome en een van de belangrijkste provincies van het Westelijke Romeinse Rijk. Tijdens dit gouverneurschap ondersteunde  Symmachus de veldtocht van Flavius Theodosius, de vader van de latere keizer, tegen de usurpator Firmus. Vanwege deze steun maakte Flavius Theodosius zich sterk voor de oprichting van een ere-standbeeld van Symmachus. Dit initiatief kwam echter door politieke naijver niet van de grond.
Na de dood van Valentinianus I sprak Symmachus in de Senaat een herdenkingsrede uit met de titel, Pro Trygetio. Deze rede werd met veel applaus ontvangen, met name omdat Symmachus behalve zijn waardering uit te spreken voor diens opvolger Gratianus, hij ook refereerde aan de negatieve eigenschappen van de overleden keizer Valentianus I. Dit retorische succes zette Symmachus eraan toe een verzameling van zijn toespraken uit te geven. Op een palimpsest zijn fragmenten van deze uitgave bewaard gebleven.
Aangezien Ausonius tot opvoeder van de jonge Gratianus werd benoemd, ontstond er voor de familie van Symmachus een gunstig politiek klimaat. Symmachus werd aangewezen om in de Senaat de toespraak van Gratianus voor te lezen, waarin deze kort daarvoor door zijn troepen tot senior-keizer van het Westen uitgeroepen keizer zijn beleid uiteenzette.
Dezelfde eer viel Symmachus ten deel bij de overwinning van Gratianus op de Alamannen alsook bij de overwinning van Theodosius I in het jaar 379 op de Goten. De vader van Symmachus, die reeds eerder als consul voor het jaar 377 was aangewezen, was intussen nog  voor de startdatum van zijn ambt overleden. Waarschijnlijk als een uitvloeisel van dit verlies verbleef Symmachus in de daaropvolgende jaren voornamelijk op zijn landgoederen in Campania. Zelfs op uitnodiging van Ausonius begaf hij zich bij  gelegenheid van diens consulaat niet naar Rome.

### Strijd om het Victoria-altaar
Keizer Constantijn II had in 356 een algemeen offerverbod uitgevaardigd en bij wet bevolen de tempels te sluiten. Een jaar later bezocht deze keizer Rome. Hij toonde zich onder de indruk van de openbare gebouwen van de stad en om tegemoet te komen aan de niet-christelijke meerderheid in de Senaat, versoepelde hij de regels enigszins. Hij herstelde enige oude stedelijke Romeinse tradities. Hij liet echter wel het Victoria-altaar uit het Senaatsgebouw verwijderen. Dit altaar was ingewijd door keizer Augustus en werd gezien als een symbool van de militaire macht van Rome. De van het christendom afgevallen keizer Julianus (361-363) liet het verwijderde altaar echter opnieuw in het Senaatsgebouw opstellen. Dit conflict moet gezien worden in het kader van de algemene verzwakking van de oude Romeinse tradities: de laatste bewaard gebleven wijdingsopdracht op een niet-christelijke religieus monument, die geplaatst werd door een ambtenaar van de stad Rome, dateert uit het jaar 367/8. Het laat zien dat Vettius Agorius Praetextatus, die tot de kring van Symmachus behoorde, de Porticus Deorum Consentium en haar beelden met Romeinse goden opnieuw liet oprichten op het Forum Romanum.
Symmachus was lid van het priesterlijke college, dat een beschuldiging van overtreding van de kuisheidswetgeving tegen de Vestaalse maagd, Primigenia, onderzocht en een veroordeling "naar de gewoonte van de voorouders" aanbeval. Hieronder verstond men het levend begraven van de Vestaalse maagd in de Porta Collina en de executie van haar minnaar door zweepslagen op het Forum Romanum. De veroordeling en uitvoering van het vonnis door de Romeinse staat was niet op basis van politieke overwegingen tot stand gekomen. Het laatste bericht van een vermoedelijk al gepensioneerde Vestaalse maagd dateert uit het jaar 394 De christelijke dichter Prudentius beschreef weinig later in een polemisch schrift het liefdesleven van na 30 jaar uit hun functie ontslagen Vestaalse maagden. "Zij draagt haar verwelkte rimpels naar het bruidsbed en leert als pasgetrouwde heet te worden in een koud bed."
Al eerder had Ambrosius zich in een vergelijking met christelijke nonnen berispend over de deugdzaamheid van de Vestaalse maagden uitgelaten.
Keizer Gratianus staakte in het jaar 382 de staatssubsidies voor de Vesta-cultus en gaf tevens opdracht het Victoria-altaar opnieuw uit het Curia Julia-gebouw te verwijderen. Een op initiatief van Praetextatus gevormde en door Symmachus geleide delegatie protesteerde in 382 tegen deze maatregelen. Dit protest werd echter door het keizerlijk hof in Milaan afgewezen. Hoewel Symmachus vanwege dit protest uit Rome verbannen werd, slaagde hij er na de dood van Gratianus in 383 in naar de stad terug te keren. Een jaar later in 384 werd hij zelfs tot stadsprefect gekozen. Aangezien de opvolger in het keizerlijke ambt, Gratianus minderjarige broer Valentinianus II, beïnvloedbaar leek te zijn, schreef Symmachus nog in hetzelfde jaar de derde Relatio aan de keizer, waarin hij voor het opnieuw opstellen van het Victoria-altaar pleitte en daarnaast om staatssubsidie voor de Vesta-cultus vroeg. De petitie van Symmachus werd door christelijke tegenstanders geïmiteerd in uitgebreide weerleggingen, vooral in de Romee-Prosopopoiia: Symmachus, Derde relatio 9-10
| Romam nunc putemus adsistere atque his vobiscum agere sermonibus: optimi principum, patres patriae, reveremini annos meos, in quos me pius ritus adduxit! utar caerimoniis avitis; neque enim paenitet. vivam meo more, quia libera sum! hic cultus in leges meas orbem redegit, haec sacra Hannibalem a moenibus, a Capitolio Senonas reppulerunt. ad hoc ergo servata sum, ut longaeva reprehendar? Videro, quale sit, quod instituendum putatur; sera tamen et contumeliosa emendatio senectutis. ergo diis patriis, diis indigetibus pacem rogamus. aequum est, quidquid omnes colunt, unum putari. eadem spectamus astra, commune caelum est, idem nos mundus involvit. quid interest, qua quisque prudentia verum requirat? uno itinere non potest perveniri ad tam grande secretum. Sed haec otiosorum disputatio est. Nunc preces, non certamina offerimus. | "Stellen wij ons dat voor dat de Godin Rome goed gezind is en u aansprak: eerbiedwaardige keizer, vader des vaderlands, heb eerbied voor mijn leeftijd, waardoor ik er in ben geslaagd de voorouderlijke ceremonies in ere te houden! Laat mij de ceremonieën van de voorouders uitvoeren, want dit is geen zonde. Laat mij volgens mijn tradities leven, omdat ik vrij geboren ben! Deze cultus heeft de wereld aan mijn wetten onderworpen; deze heilige gebruiken hebben Hannibal van de muren van de stad en de Galliërs van het Capitool afgeweerd. Ben ik destijds gered om nu op mijn oude dag achtergesteld te worden? Ik zal snel erkennen van welke aard de als noodzakelijk geziene maatregelen zijn; de verbetering van mijn tijd komt echter laat en is smadelijk. Daarom vragen wij om vrede voor de goden van de voorvaderen en van het vaderland. Het is goed het doel van de individuele religiebeoefening als eenheid te begrijpen. Wij kijken allemaal op naar dezelfde sterren, de hemel is voor ons allemaal hetzelfde, hetzelfde heelal omgeeft ons. Wat maakt het uit onder welk systeem men de waarheid onderzoekt? Op een manier alleen kan men een zo groot mysterie niet doorgronden. Maar dit zijn ijdele woorden. In de huidige toestand dienen wij smeekbeden in en geen strijdvragen." |

Als gevolg van de invloed van Ambrosius, de aartsbisschop van Milaan, en belangrijk kerkleraar, werd het verzoekschrift van Symmachus verworpen. Ambrosius schreef spontaan een brief (nr. 17), waarin hij zonder kennis van de petitie van Symmachus de situatie besprak en Valentinianus bedreigde met excommunicatie, aangezien Victoria net als alle niet-christelijke goden een demon was: "Want de verlossing kan alleen worden gegarandeerd, als iedereen werkelijk de ware God aanbidt, dat is de God van de christenen, door wie alle dingen worden bestuurd, want alleen hij is de ware God, die met de diepte van de geest aanbeden moet worden; want de goden van de heidenen zijn demonen: zoals het heilige Schrift zegt" Later schreef hij nog een brief (nr. 18), met daarin een argumentatieve weerlegging van het verzoekschrift van Symmachus, maar deze wordt als retorisch zwakker beschouwd.

### Terugtreding uit het ambt van stadsprefect
In 385 legde Symmachus zijn ambt van stadsprefect neer. Nog in het jaar 384 hadden zijn christelijke tegenstanders Symmachus in een onderzoek naar tempel- en kunstroof in de stad Rome verwikkeld en tegelijkertijd Valentinianus ertoe aangezet om niet alleen de tempelrovers vrij te laten,  maar ook Symmachus in een publiekelijk uitgevaardigd edict gemaand een minder repressieve politiek tegen tempel- en kunstrovers te voeren. Symmachus was weliswaar nog steeds in staat zichzelf door middel van een memorandum aan de keizer tegen de beschuldigingen te verdedigen, maar deze triomf was van korte duur. Na de dood van  Praetextatus, die voor het jaar 385 als consul was aangewezen, zag Symmachus geen mogelijkheden meer zich tegen de intriges van zijn tegenstanders te verweren. Hij diende bij Valentinianus zijn ontslag aan. Dat werd hem echter geweigerd. Pas nadat zijn tegenstanders een aanklacht tegen zijn vrouw hadden ingediend en een bevriende collega op geniepige wijze uit zijn ambt wisten te verwijderen, vond Symmachus het genoeg. Symmachus verliet de stad en trok zich terug op zijn landgoederen in de regio Campania. Ook zijn vriend Virius Nicomachus Flavianus had zich kort tevoor uit het openbare leven teruggetrokken. De door zijn Christelijke tegenstanders overgeleverde Relationes van Symmachus stammen allen uit de tijd van zijn stadsprefectuurschap.
De retorische reputatie van Symmachus moet in heel Italia bekend zijn geweest. De stad Milaan stelde hem in 384 aan tot voorzitter van een benoemingscommissie voor een leerstoel retoriek. Symmachus koos bij deze gelegenheid voor de kandidaat Augustinus van Hippo, een privaatdocent die in Rome in financiële moeilijkheden verkeerde. Augustinus was op dat moment nog een aanhanger van de leer van Mani. Na zijn bekering tot het Christendom gaf hij dit docentschap echter weer op. De Romeinse senaat verleende Symmachus de eretitel princeps senatus ("Eerste van de Senaat") en keizer Valentinianus zelf zou Symmachus voor zijn derde consulaatschap hebben uitgenodigd.

### Onder Theodosius
Het was juist deze erkenning van zijn retorische vaardigheden, die consequenties voor Symmachus zou krijgen. Ter ere van Magnus Maximus, die reeds eerder tegen Gratianus in opstand was gekomen en die Italia in een tweede poging in 387 was binnengemarcheerd,  hield Symmachus waarschijnlijk in opdracht van de senaat in het jaar 388 een lofrede. Theodosius I, die sinds 383 seniorkeizer in het Oosten van Romeinse Rijk was, versloeg de usurpator kort daarop en zette de beÏnvloedbare Valentinianus opnieuw op de westelijke keizerstroon. Symmachus die bij gelegenheid met succes asiel had gekregen in een christelijke kerk, wist met moeite aan executie wegens majesteitsschennis te ontkomen. Dit had hij te denken aan voorspraak van bisschop Leontius, die de ketterse leer van Novatianus aanhing. Symmachus schreef zelf een verdedigingsschrift, dat gelijktijdig een passend eerbetoon aan zijn redder, keizer Theodosius, was.
Deze knik in de carrière van Symmachus was echter van korte duur, aangezien Nicomachus Flavianus door Theodosius in 390 werd benoemd tot pretoriaanse prefect, het hoogste civiele ambt in het laat-Romeinse Rijk, ontving Symmachus officiële uitnodigingen uit Rome en van keizer Theodosius persoonlijk, en nam zijn designatie voor het consulaat van het jaar 391 in Rome persoonlijk in ontvangst. Nadat hij de winter van dat jaar had doorgebracht met de voorbereiding van de schouwspelen voor zijn consulaat, reisde Symmachus begin 391 naar het hof van Theodosius in Milaan om de keizer persoonlijk te bedanken voor deze eervolle benoeming.  Kort daarvoor had een delegatie van de Senaat opnieuw gevraagd het Victoria-altaar op te mogen stellen. Na enige bedenktijd werd dit verzoek echter door Theodosius geweigerd. Symmachus sprak bij deze gelegenheid een lofrede op Theodosius uit, die hij gebruikte om de zorgen van niet-christelijke senatoren voor het voetlicht te brengen. Toen de keizer, die zich na het bloedbad van Thessaloniki onderworpen had aan Ambrosius, deze toespraak aanhoorde, liet hij Symmachus uit toorn nog dezelfde dag in een ongestoffeerde wagen uit Milaan wegvoeren en verbood hij Symmachus zich binnen 100 mijl van het hof te vertonen.
Tegelijkertijd vaardigde Theodosius strenge wetten uit tegen alle niet-monotheïstische godsdiensten, daaronder ook verboden op het brengen van offers, het bezoeken van tempels en de uitoefening van religieuze praktijken. Deze wetten van Theodosius vormden een legitieme basis voor het veelzijdige cultuurvandalisme door monniken en heilige mannen. De Christen Tyrannius Rufinus van Aquileia schreef:. "De cultus van de heidense beelden, die sinds de politiek van Constantijn en zijn opvolgers opgegeven en vernietigd werd, is tijdens het bewind van Theodosius ingestort." In het oosten begonnen gekerstende gemeenschappen vanaf ongeveer 380, in het westen vanaf ongeveer 393 tempels en standbeelden van de achtergestelde religieuze gemeenschappen, waarvan de aanhangers op dat moment nog ongeveer de helft van de bevolking uitmaakten, te verwoesten of te ontheiligen, hun boeken te verbranden en heilige bomen om te hakken.
Aangezien Theodosius bij de verdeling van de ambten rekening bleef houden met niet-christelijke senatoren, hoopte hij in Rome steun voor zijn beleid te vinden. Deze steun werd hem echter vooralsnog geweigerd. Weliswaar had een gezantschap van de senaat, die zich in 392 aan het hof van Valentinianus in Trier vervoegde om hun niet-christelijke verlangens voor het voetlicht brengen, net zomin succes als het gezantschap van Symmachus bij Theodosius had gehad. De politieke situatie veranderde echter ingrijpend met de dood van Valentinianus. Valentinianus werd gedood door de hem beheersende niet-christelijke legeraanvoerder Arbogast: nadat Theodosius en Ambrosius zich ontwijkend gedroegen werd Eugenius in mei tot keizer verheven. Eugenius was een professor in de retoriek en een gematigd Christen, die ondersteuning vond bij niet-christelijke senatoren.
Aangezien de brieven van Symmachus uit deze periode niet in de uitgave van zijn brievenverzameling zijn opgenomen, is over de politieke rol van Symmachus alleen een plan voor gladiatorenspelen in 393 bekend. Dit werd door de Christenen afgewezen. Blijkbaar hield Symmachus zich in deze tijd op de achtergrond. Misschien dacht hij terug aan de gevolgen van de mislukte ususpatiepoging van Magnus Maximus, ook in religieuze zaken trad hij terughoudender op dan Nicomachus Flavianus; Symmachus onderhield goede relaties met christenen, zoals bijvoorbeeld met de vooraanstaande senator Sextus Petronius Probus. Gelijktijdig nam Nicomachus Flavianus in zijn ambt van pretoriaanse prefect het leiderschap op zich van de fractie van Eugenius in de Senaat, wat hem in staat stelde om aan het hof van Eugenius zijn eigen zoon en ook de zoon van Symmachus met succes voor te dragen voor promoties. Ter versterking van de band tussen de twee families trouwde zijn zoon, Nicomachus Flavianus de Jongere, met een dochter van Symmachus. Nicomachus Flavianus de Oude pleegde  zelfmoord toen Theodosius het leger van Eugenius begin september 394 in de slag aan de Frigidus vernietigde.
Deze zege betekende de definitieve overwinning voor het christendom. Theodosius werd de laatste keizer in de geschiedenis die de alleenheerschappij over het Romeinse rijk voerde. Hij koos na zijn overwinning op Eugenius echter voor een milde koers en kondigde een amnestie aan voor de aanhangers van Eugenius in de senaat. Symmachus zette zich hier hierbij persoonlijk in voor zijn schoonzoon, de jongere Nicomachus. Op voorwaarde dat hij overstapte naar het Christelijk geloof verloor Nicomachus alleen zijn van Eugenius verkregen ambt van stadsprefect.

### De laatste jaren
Rouw om het lot van politieke vrienden en zorg over de keizerlijke gunst leidde Symmachus er toe in het volgen van de nederlaag van Eugenius, zijn correspondentie tijdelijk op te schorten. Zijn terughoudendheid veranderde echter toen nog tijdens het leven van Theodosius de damnatio memoriae van Nicomachus Flavianus werd ingetrokken. Na de dood van Theodosius in 395 probeerde Symmachus bevriende magistraten tot schuldverlichting voor de nakomelingen van Nicomachus Flavianus te bewegen. Deze zonen moesten alle belastinginkomsten terugbetalen die zij als pretoriaanse prefect in naam van de usurpator Eugenius hadden ingezameld. Dit dreigde de familie in het faillissement te storten.
In de herfst van dat jaar werd Symmachus op bevel van de stadsprefect in de Romeinse Senaat geroepen, om met betrekking tot de personele  samenstelling een delegatie samen te stellen, die de zoon van Theodosius en de keizer in het westen Honorius om hulp te vragen, nadat de opstandige Comes Africae, Gildo, Italia had afgesneden van de graantoevoer. Bij zijn aankomst in Rome schreef Symmachus dat er elke dag een opstand van de bevolking kon uitbreken. Veel edelen vluchtten naar het land. Hij maakte zich ook zorgen om het lot van zijn zoon. Symmachus kalmeerde de woede van de bevolking door het organiseren van voedselreserves, maar hij was echter niet in staat de senaat in de kwestie van de samenstelling van het gezantschap voor de komst van de legeraanvoerder Stilicho op een lijn te brengen.
In de jaren nadat hij zich in het voorjaar van 396 had teruggetrokken uit Rome werd Symmachus door verschillende ziekten getroffen. Ook de steeds precaire gezondheidstoestand van familieleden had een negatief effect op zijn geestelijk welbevinden. Toch nam hij nog deel aan belangrijke Senaatsvergaderingen, In 397 werd hij als bemiddelaar aangesteld in een conflict de twee keizerszonen van Theodosius,  Arcadius in het oosten en Honorius in het westen. De Afrikaanse opstandelingenleider had Honorius afgezworen en zijn trouw aan Arcadius betuigd, een handige zet om tweedracht te zaaien. De aanbeveling van Symmachus volgend verklaarde de Senaat Gildo tot staatsvijand en sprak een oorlogsverklaring uit, die Symmachus overigens verwijderde van de Senaat en de Romeinse bevolking, die oorlog verafschuwde.
Maar zelfs na de waarschuwing van de jongere Nicomachus dat zijn politieke vijanden de bevolking probeerden aan te zetten om geweld tegen hem te gebruiken, weigerde Symmachus om Rome definitief te verlaten, wel hield hij zich vanaf nu vaker in zijn villa's in de voorsteden op. Pas toen de opstand uitbrak, vluchtte Symmachus naar zijn villa in Ostia - waar hem een paar dagen later een brief van de stadsprefect bereikte waarin hij werd opgeroepen naar Rome terug te keren, omdat de opstandelingen alweer spijt hadden van het door hun gebruikte geweld en nu spelen verlangden. Nadat hij de beantwoording van deze oproep korte tijd demonstratief had uitgesteld keerde Symmachus daadwerkelijk naar Rome terug, waar hij het grootste deel van het jaar 398 in de eeuwige stad doorbracht.
Zoals de anonieme polemische geschriften tegen niet-christelijke senatoren laten zien, bestond er gedurende een langere periode een tegenstelling tussen de twee facties. Ook het grote aantal gevonden contorniaten, op munten lijkende vondsten, tussen ongeveer 355-410 wijzen op een ondergrondse oppositie van de kant van de niet-christelijke, met de senaat verbonden  aristocratie. Zij tonen op de voorkant oud-Romeinse en in het bijzonder anti-christelijke keizers, en op de achterkant niet-christelijke goden en schrijvers
In 399 sloeg Symmachus een uitnodiging van Stilicho af om naar het hof van Honorius te komen. Hij wijdde sinds deze tijd in het bijzonder aan zijn studies. Waarschijnlijk in 401 trouwde de zoon van Symmachus met een dochter van de jongere Nicomachus. De exacte sterfdatum van Symmachus is niet bekend, maar zijn laatst bekende brieven dateren van het jaar 402. Hierin meldt hij aan zijn correspondent, dat hij een gezantsreis naar Mediolanum wegens ziekte had moeten afbreken; het kan daarom goed zijn dat hij in 402 is gestorven. Een door zijn zoon geplaatste ere-inscriptie voor Symmachus luidt: "Quintus Aurelius Symmachus, vir clarissimus, Quaestor, Praetor, hogepriester, [...] proconsul van Africa, stadsprefect, gewone consul, hooggeleerde redenaar."

## Oordeel over Symmachus in het wetenschappelijk onderzoek
De historische persoon van Symmachus, zijn literaire prestaties, en de gebeurtenissen tijdens zijn leven worden door verschillende wetenschappers anders geduid. Recente studies zijn vooral geïnteresseerd in de politieke biografie van Symmachus. Otto Seeck (gestorven 1921), die de geschriften van Symmachus uitgaf, noemde in zijn Geschichte des Untergangs der antiken Welt, de derde "Relatio" van Symmachus de "zwanenzang van een stervende religie".
Herbert Bloch zag in een lezing uit 1959 een nauw verband tussen het niet-christelijke verzet van Symmachus en zijn kring en het voortbestaan van de Romeinse literatuur en oordeelde: "Er bestaat geen breuk in de geschiedenis van de mensheid met grotere gevolgen dan de laatste strijd tussen het heidendom en het christendom aan het einde van de vierde eeuw die het einde van de oude, klassieke wereld markeert"."
De vooraanstaande oudfiloloog en oudhistoricus Alan Cameron publiceerde in 1984 een repliek op het werk van Bloch, die hij als de "heersende mening [...], en de invloedrijkste en bekendste standaardvoorstelling" betitelde. Cameron zag echter niet veel in deze wat hij "extravagante claim" noemde, aangezien hij zelf geen enkele relatie tussen redactionele activiteiten en religieuze oppositie had kunnen ontdekken. Cameron heeft deze fundamentele gedachte in een uitgebreide nieuwe studie benadrukt, waarin hij uiteenzet, waarom naar zijn mening van een "heidense revival" in dit tijdvak geen sprake is geweest.
Jelle Wytze oordeelde in zijn in 1977 verschenen boek Der letzte Kampf des Heidentums in Rom (gebaseerd op een dissertatie uit 1936) uitgesproken negatief over de intellectuele prestaties van Symmachus en zijn kring: "Het is duidelijk dat Symmachus en de zijnen  hun eigen tijd niet begrepen en hun eigen belang voor het bestaan en voortbestaan van het Rijk overschatten. [...] Het feit dat hun geestelijke leven op een niet erg hoog niveau lag, kan men hun niet kwalijk nemen. [...] Hier ligt een cultuur de laatste adem uit te blazen. De hang naar het oude voerde in een geestelijk moeras. "
Richard Klein, een specialist op het gebied van de laat-antieke ideeëngeschiedenis, wees op het opportunisme van Symmachus, bijvoorbeeld met betrekking tot Valentinianus I, die hij tijdens zijn leven in toespraken verheerlijkte, maar naar zijn dood bekritiseerde, alsook op zijn reactie op het neerslaan van de staatsgreep van Magnus Maximus. Klein voerde het godsdienstig verzet van  Symmachus niet op een spiritueel geloof, maar op een gevoel voor traditie terug. Symmachus was een "tragische figuur", die in het spanningsveld tussen een religie, waarin hij niet meer geloofde, en een alternatief dat hij niet had kunnen accepteren, had gefaald: "De vraag rijst, waarom een zo hoog opgeleide mens nog in de vierde eeuw aan een geloofsvorm vasthouden wil, van de verstarring en nutteloosheid waarvan hij zelf overtuigd was. [...] Bij de christenen bespeurde hij echter vooral een weerzinwekkende intolerantie en een devaluatie van geschiedenis en staat alsook een ontkenning van de culturele en beschavende macht van Rome. Bij hen kan hij zich dus nog minder aansluiten."

## Literaire waarde
Symmachus’ meest bekende werk is een Relatio, een ambtelijk rapport, aan de jonge keizer Valentinianus II in 384, een meesterwerk van de bombastische retorische stijl. Hierin verdedigde hij de oud-Romeinse religieuze instellingen tegen de aantijgingen van opportunistische christenen, en verzocht hij om de restauratie van een altaar ter ere van de godin Victoria in het senaatsgebouw. Dit altaar, in Symmachus' ogen het symbool van Romes grootheid, was op last van keizer Gratianus in 382 verwijderd. Door de oppositie van Ambrosius van Milaan kwam de gevraagde restauratie er niet…
Na Symmachus’ dood werd zijn correspondentie door zijn zoon verzameld en gepubliceerd in tien boeken. De eerste negen bevatten brieven aan zijn vrienden en zijn inhoudelijk minder belangrijk. Het tiende boek bevat zijn ambtelijke correspondentie, in de hem eigen pronkerige stijl, waarin hij uitmuntte. Symmachus was de laatste Romeinse redenaar die naam heeft gemaakt. De taal van zijn literair werk was fijn en verzorgd, maar de inhoud ervan meestal hol.

## Voetnoten
1. ↑  Sidonius Apollinaris, Brief 2,10. zie voor de datering Seeck (1883), S. XLIXf.
2. ↑  Seeck (1883), p. XLVf.
3. ↑  (de)  Pabst (1989), blz.1. Symmachus, Brief 9,88,3. Algemeen naar biografie: de essentiële inleidende opmerkingen in de MGH-editie van Seeck (1883), Klein (1971), Jones en anderen, PLRE I, blz. 865ff; Sogno (2006).
4. ↑  Codex Theodosianus 8,5,25 : "corrector Lucania et Brittiorum.
5. ↑  (de)  Binns, J.W. (ed.): Latin literature of the fourth century, Routledge & Kegan Paul. London 1974, p. 75
6. ↑  zie Hagit Sivan, Ausonius of Bordeaux. Genesis of a Gallic Aristocracy.. New York 1993, in het bijzonder blz. 111ff
7. ↑  Ausonius, Griphus ternarii mumeri hier online.
8. ↑  (de)  Seeck, (1883), p. XLVIII.
9. ↑  Behalve Gratianus wss formeel ook zijn half-broer Valentinianus II keizer in het Westelijk Romeinse Rijk. Op grond van zijn jonge leeftijd kon Valentianus II deze rol echter nog niet op zich nemen.
10. ↑  Dit hoewel Theodosius er niet in slaagde de Goten militair beslissend te verslaan. Pas in 382 kwam het tot een verdrag met de Goten, die het vervolgens werd toegestaan zich als foederati aan de benedenloop van de Donau te vestigen.
11. ↑  Seeck (1883), blz. X LII.
12. ↑  Codex Theodosianus 16,10,4 en 6.
13. ↑  Ammianus Marcellinus 16,10. Bloch (1963), blz. 194.
14. ↑  Corpus Inscriptionum Latinarum VI 102 = Hermann Dessau, Inscripties Latinae Selectae 4003.
15. ↑  Symmachus, Brief 8,147f.
16. ↑  zie José Carlos Saquete: Las vírgines vestales, un sacerdocio femenino en la religión pública romana. Madrid, 2000, blz. 103
17. ↑  Hermann Dessau, Inscripties Latinae Selectae 4151; Zosimus.5,38,3
18. ↑  Prudentius, Tegen Symmachus 2,1084f.
19. ↑  Over de strijd over het Victoria-altaar zie Klein (1972) en (1971), in het bijzonder blz. 76ff hier.
20. ↑  Over de persoon Ambrosius: Ernst Dassman: Ambrosius van Milaan. Leben und werk, Stuttgart 2004. Over de kerstening van de Romeinse elite en de Senaat: Michele R. Salzman: The Making of a Christian Aristocracy: Social and Religious Change in the Western Roman Empire. Cambridge/MA 2002, onder andere blz. 65 ev.
21. ↑  Ambrosius, Brief 17.1: Aliter enim salus tuta esse not  poterit, nisi unusquisque Deum vere, hoc est, Deum christianorum, a quo cuncta reguntur, veraciter colat; ipse enim verus est deus, qui intima mente veneretur: Dii enim gentium daemonia, sicut Scriptura dicit (Psal. XCV, 5). zie J.H.W.G. Liebeschuetz: Ambrosius of Milan: Political Letters and Speeches Liverpool 2005, blz. 27ff.
22. ↑  R. Argenio: Il Contra Symmachum di Prudenzio fu uno scritto di Zwitserland, in: Rivista di Studi Classici 16 (1968), blz. 155-163 bespreekt de literaire kwaliteit van deze twee bronnen.
23. ↑  Symmachus, Brief 10,21.
24. ↑  Seeck (1883), blz. LVI.
25. ↑  Augustinus, Bekentenissen 5,22e.v.
26. ↑  Symmachus, Brieven 3,52 en 63
27. ↑  Socrates Scholasticus 5,14.
28. ↑  Prosper Tiro van Aquitanië, de promissionibus dei 3,38,2.
29. ↑  Codex Theodosianus 16,10,10-12. Over Theodosius zie Leppin (2003)
30. ↑  Rufinus, Kommentar zur Kirchengeschichte des Eusebius 2,19.
31. ↑  (de)  Hartwin Brandt: Gedeutete Realität? Spätantike Heiligenviten, heidnische Wirklichkeit und klassische Tradition. In: Ders. (Hrsg.): Gedeutete Realität. Krisen, Wirklichkeiten, Interpretationen (3. - 6. Jh. n. Chr.). Stuttgart 1999 (Historia Einzelschriften 134), S. 125-40 . Stuttgart 1999 (Historia Monografieën 134), p. 125-40, hier 127e.v.
32. ↑  (de)  Johannes Hahn: Gewalt und religiöser Konflikt. Die Auseinandersetzungen zwischen Christen, Heiden und Juden im Osten des Römischen Reiches (von Konstantin bis Theodosius II.). Berlin 2004 (Klio Beihefte, N.F., Bd. 8); Eberhard Sauer: The Archaeology of Religious Hatred in the Roman and Early Medieval World. Stroud 2003.
33. ↑  Demandt (2007), blz. 406; (de)  Horst Blanck: Das Buch in der Antike, München 1992, S. 132; (de)  Friedrich Prinz, Europas geistige Anfänge, in: Die Zeit, hier online (Besonders der Abschnitt: „Blenden wir wieder zurück…“: „kirchliche Selektionsmechanismen […], die vielfach seit Kaiser Theodosius dem Großen (347–395) bis zur aktiven Vernichtung großer Bibliotheken mit paganen Schrifttum gingen.“).
34. ↑  zie Leppin (2003), blz. 144e.v, 205e.v.
35. ↑  Seeck (1883), blz. 153, regel 2;. blz. 237, regel 29, blz. 255, regel 13, blz. 257, regel 25. Corpus Inscriptionum Latinarum VI 1783.
36. ↑  Seeck (1883), blz. LXX-lxxiii
37. ↑  zie voor een compilatie in Brian Croken, Jill Harries (red.). Religious Conflict in Fourth-Century Rome. A Documentary Study. Sydney, Australië 1982.
38. ↑  Andreas Alföldi. Die Kontorniaten. Ein verkanntes Propagandamittel der stadtrömischen heidnischen Aristokratie in ihrem Kampfe gegen das christliche Kaisertum. Budapest 1943.
39. ↑  Pabst (1989), blz. 24
40. ↑  Corpus Inscriptionum Latinarum VI, 1699, gevonden in Rome op het Caelius
41. ↑  Zie Sogno Rezension.
42. ↑  Otto Seeck, Geschichte des Untergangs der antiken Welt, deel 5, Stuttgart 1920, blz. 196
43. ↑  (en)  Bloch (1963), blz. 193.There has been no more momentous breakdown in the history of mankind than the one which marks the end of the ancient world and the final conflict between paganism and Christianity, a conflict which culminates and comes to a dramatic conclusion at the end of the fourth century.
44. ↑  Alan Cameron: The Latin Revival of the Fourth Century. In: Warren Treadgold (uitg): Renaissances before the  Renaissance:. Cultural Revivals of Late Antiquity and the Middle Ages. Stanford 1984, blz. 42-58, hier blz. 45: "prevailing view [...]. The standard accounts, the most influential and best known are by Herbert Bloch and Philip Levine“.
45. ↑  Ibid, p. 53. "Extravagantclaim".
46. ↑  Cameron (2011), blz. 783 e.v collectief.
47. ↑  Wytzes (1977), blz. 131e.v.
48. ↑  Klein (1971), blz. 163e.v